# ヴァシーリー・マリューク
- マリューク
- マリュク
- マリウク

ヴァシーリー・ヴァシーリエヴィチ・マリューク（Василь Васильович Малюк、1983年2月28日 - ）は、ウクライナの将軍。ウクライナ保安庁（SBU）長官。
日本のメディアでは、マリュク、あるいはマリウクと表記されることもある。

## 経歴
1983年2月28日にコロスティシフで生まれた。
2020年3月13日から2021年7月26日まで、SBU中央総局の汚職・組織犯罪対策部門の責任者として、SBUの第一副長官を務めた。
2022年2月16日、ウクライナ首相の命令により、内務副大臣に任命された。
2022年3月3日、ウクライナ大統領令により、ウクライナ保安庁の第一副長官に任命された。
2022年3月25日、マリュークは准将に昇進した。
2022年7月18日、ウクライナ保安庁の長官代行に起用された。
2022年8月4日以降、マリュークはウクライナ国家安全保障・国防会議のメンバーである。
2022年12月1日、少将に昇進。
2023年2月7日、ヴォロディミル・ゼレンスキー大統領の要請を受けて、ウクライナ最高議会はマリュークをウクライナ保安庁長官に任命することを承認した。
2024年1月6日、中将に昇進。
2025年5月8日、ウクライナ英雄金星勲章を授与された。